# Duttaphrynus chandai
Espèce
Duttaphrynus chandai  est une espèce d'amphibiens de la famille des Bufonidae.

## Répartition
Cette espèce est endémique du Nagaland en Inde. 

## Publication originale
- Das, Chetia, Dutta & Sengupta, 2013 : A new species of Duttaphrynus (Anura : Bufonidae) from Northeast India. Zootaxa, no 3646 (4), p. 336–348.